# Бритни Рис
Бритни Дејвон Рис (енгл. Brittney Davon Reese);  Инглвуд 9. септембар 1986.) је бивша америчка атлетичарка, освајачица златне олимпијске медаље и седмострука светска шампионка у скоку удаљ. Рис је дворанска рекордерка САД скоку у даљ са даљином од 7,23 метра.

## Каријера
Рис је 2004. матурирала у средњој школи у Гулфпорту, Мисисипи, где се и такмичила у скоку у даљ и троскоку. Потом је похађала Универзитет Мисисипија где је била члан кошаркашког тима.
Била је НЦАА шампионка у скоку у даљ 2007. и 2008. године. На Олимпијским играма 2008. Рис је имала најбољи квалификациони скок од  6,87 метара. Ипак, Рис се пласирала на пето место у финалу, скоком од 6,76 метара.
24. маја 2009. у Белему, Рис је поправила свој лични рекорд на 7,06 м. То ју је довело до трећег места на америчкој листи свих времена, иза Мерион Џонс и Џеки Џојнер-Керси.
На Светском првенству 2009. у Берлину, Рис је освојила титулу у скоку у даљ скоком од 7,10 метара, победивши браниоца титуле Татјану Лебедеву.
На Светском првенству у дворани 2010. Рис је освојила златну медаљу у скоку у даљ скоком од 6,70 метара. На Светском првенству 2011. Рис је успешно одбранила златну медаљу у скоку у даљ скоком од 6,82 метара.
На Светском првенству у дворани 2012, Рис је освојила златну медаљу у скоку у даљ скоком од 7,23 метра.  Исте године је освојила и златну олимпијску медаљу, скоком од 7,12 м.
Рис је освојила своју трећу узастопну светску титулу у скоку у даљ на Светском првенству у Москви 2013. скоком од 7,01 м.
Победила је и на Светском првенству у Лондону 2017. Освојила је сребрне медаље на Олимпијским играма у Рио де Жанеиру 2016. и Токију 2020.
Рис је од 2013. помоћник тренера атлетичара на Сан Дијего Меса колеџу.

## Међународна такмичења
| Година                          | Такмичење                       | Место                               | Позиција                        | Дисциплина                      | Резултат                        | Белешка                         |
| Представљајући Сједињене Државе | Представљајући Сједињене Државе | Представљајући Сједињене Државе     | Представљајући Сједињене Државе | Представљајући Сједињене Државе | Представљајући Сједињене Државе | Представљајући Сједињене Државе |
| ------------------------------- | ------------------------------- | ----------------------------------- | ------------------------------- | ------------------------------- | ------------------------------- | ------------------------------- |
| 2007                            | Светско првенство               | Осака, Јапан                        | 8.                              | Скок удаљ                       | 6.60                            |                                 |
| 2008                            | Олимпијске игре                 | Пекинг, Кина                        | 5.                              | Скок удаљ                       | 6.76                            |                                 |
| 2009                            | Светско првенство               | Берлин, Немачка                     | 1.                              | Скок удаљ                       | 7.10                            |                                 |
| 2010                            | Светско првенство у дворани     | Доха, Катар                         | 1.                              | Скок удаљ                       | 6.70                            |                                 |
| 2011                            | Светско првенство               | Даегу, Јужна Кореја                 | 1.                              | Скок удаљ                       | 6.82                            |                                 |
| 2012                            | Светско првенство у дворани     | Истанбул, Турска                    | 1.                              | Скок удаљ                       | 7.23                            |                                 |
| 2012                            | Олимпијске игре                 | Лондон, Уједињено Краљевство        | 1.                              | Скок удаљ                       | 7.12                            |                                 |
| 2013                            | Светско првенство               | Москва, Русија                      | 1.                              | Скок удаљ                       | 7.01                            |                                 |
| 2015                            | Светско првенство               | Пекинг, Кина                        | 24.                             | Скок удаљ                       | 6.39                            |                                 |
| 2016                            | Светско првенство у дворани     | Портланд, Сједињене Америчке Државе | 1.                              | Скок удаљ                       | 7.22                            |                                 |
| 2016                            | Олимпијске игре                 | Рио де Жанеиро, Бразил              | 2.                              | Скок удаљ                       | 7.15                            |                                 |
| 2017                            | Светско првенство               | Лондон, Уједињено Краљевство        | 1.                              | Скок удаљ                       | 7.02                            |                                 |
| 2018                            | Светско првенство у дворани     | Бирмингем, Уједињено Краљевство     | 2.                              | Скок удаљ                       | 6.89                            |                                 |
| 2019                            | Светско првенство               | Доха, Катар                         | 13.                             | Скок удаљ                       | 6.52                            |                                 |
| 2021                            | Олимпијске игре                 | Токио, Јапан                        | 2.                              | Скок удаљ                       | 6.97                            |                                 |

## Лични рекорди
| Дисциплина                | Даљина (у метрима) | Место одржавања | Датум          | Напомене             |
| ------------------------- | ------------------ | --------------- | -------------- | -------------------- |
| Скок у даљ (на отвореном) | 7,31               | Јуџин           | 2. јул 2016.   | ветар +1,7 м/с       |
| Скок у даљ (у дворани)    | 7.23               | Истанбул        | 11. март 2012. | Рекорд САД у дворани |